# Епархия Орана (Аргентина)
Епархия Орана (лат. Dioecesis Novoraniensis) — епархия Римско-Католической церкви с центром в городе Сан-Рамон-де-ла-Нуэва-Оран, Аргентина. Епархия Орана входит в митрополию Сальты. Кафедральным собором епархии Орана является церковь святого Раймунда Нонната.

## История
10 апреля 1961 года Папа Римский Иоанн XXIII выпустил буллу «Supremi muneris», которой учредил епархию Орана, выделив её из архиепархии Сальты.
27 января 1970 года епархия Орана передала часть своей территории для образования новой территориальной прелатуры Умауаки.

## Ординарии епархии
- епископ Francisco Felipe de la Cruz Muguerza, O.F.M.[1] (12.06.1961 — 2.05.1969);
- епископ Manuel Guirao (31.10.1970 — 20.01.1981), назначен епископом Сантьяго-дель-Эстеро;
- епископ Gerardo Eusebio Sueldo (30.04.1982 — 15.05.1993), назначен вспомогательным епископом Сантьяго-дель-Эстеро;
- епископ Mario Antonio Cargnello (7.04.1994 — 24.06.1998), назначен вспомогательным епископом Сальты;
- епископ Jorge Rubén Lugones, S.J. (2.06.1999 — 14.10.2008), назначен епископом Ломас-де-Саморы;
- епископ Марсело Даниэль Коломбо (8.05.2009 — 9.07.2013), назначен епископом Ла-Риохи;
- епископ Gustavo Óscar Zanchetta (23.07.2013 — 1.08.2017).
- епископ Luis Antonio Scozzina (с 6 апреля 2018 года)